# Florian Graf (Biathlet)
Florian Graf (* 24. Juli 1988 in Freyung, Niederbayern) ist ein ehemaliger deutscher Biathlet und heutiger Biathlontrainer.

## Karriere
Schon im Alter von sieben Jahren wurde Florian Graf von seinen älteren Geschwistern Katharina und Markus zum Langlauf beim WSV Eppenschlag gebracht. Graf begann unter Trainer Hans Wallner nach einigen Erfolgen im Langlauf bald auch mit dem Biathlonsport. Dem ersten Biathlonsieg mit zwölf Jahren folgte in der Saison 2002/03 der Gesamtsieg beim Deutschlandcup in der Altersklasse Schüler 15. Er wechselte daraufhin mit 15 Jahren auf das Berchtesgadener Skigymnasium und im August 2004 zum Zoll-Ski-Team nach Ruhpolding. Im Winter 2005/06 folgten die ersten Einsätze im Junioren-Europacup. Er errang den zweiten Platz im Sprint bei den Jugend-Weltmeisterschaften in Presque Isle (USA).
International war sein erster großer Erfolg der Gewinn der Jugendweltmeisterschaft 2007 im italienischen Martell. Im folgenden Jahr konnte er in Ruhpolding bei den Junioren zwar keinen Titel erringen, zeigte aber sein Können mit zwei zweiten, einem dritten und einem fünften Platz als insgesamt bester Deutscher. Im Junioren-Europacup 2007/08 gelangen ihm drei Siege. Auf nationaler Ebene gelang ihm ein Sieg mit der Staffel Bayern III bei den deutschen Meisterschaften der Senioren 2007. Nur die weltcuperfahrenen Michael Rösch, Christoph Stephan, Christoph Knie und Andreas Birnbacher zeigten dort eine bessere Einzelleistung. Diese Erfolge führten zur Einstufung in die Leistungsgruppe 2a des C-Kaders beim deutschen Biathlon Nationalteam.
Zu seinen ersten Einsätzen im Weltcup kam Graf in der Saison 2010/11. Zunächst durfte er in Pokljuka im Sprint an den Start gehen. Dort belegte er einen 84. Platz. Zum Saisonfinale in Oslo kam er zu weiteren Einsätzen. Mit starken Platzierungen in Sprint und Verfolgung mit den Plätzen 14 und 12, qualifizierte er sich für den Massenstart und holte mit Rang zehn seinen ersten Top-Ten-Platz im vierten Weltcuprennen. In der Folgesaison 2011/12 war der Bayer fester Bestandteil der Weltcupmannschaft. Nach mäßigem Saisonstart in Östersund gelangen ihm in Hochfilzen bessere Ergebnisse mit Platz sieben im Sprint und Rang acht in der Verfolgung. Damit schaffte Graf die Norm für die Weltmeisterschaften in Ruhpolding. Nach dem Jahreswechsel gelang ihm sowohl im Sprint von Oberhof, als auch im Einzelrennen von Nové Město na Moravě erneut siebte Ränge. Ein weiteres gutes Resultat erreichte er in Oslo mit Platz acht in der Verfolgung und sicherte sich damit einen Einzelstart bei den Heimweltmeisterschaften. Im Sprint wurde er 34., in der Verfolgung fiel er auf Platz 38 zurück. Die Trainer vertrauten in den kommenden Wettkämpfen dem wiedererstarkten dreifachen Olympiasieger Michael Greis, sodass die Titelkämpfe für Graf nach zwei Rennen beendet waren. Zum Saisonabschluss im russischen Chanty-Mansijsk erreichte Graf im letzten Saisonrennen das beste Resultat seiner Weltcup-Karriere. Er kam im Massenstart auf den fünftem Platz und beendete die Saison mit einem 21. Rang im Gesamtweltcup.
In der Saison 2014/15 wurde Florian Graf Gesamtsieger des IBU-Cups und konnte zudem die Sprintwertung des zweitklassigen Biathlonwettbewerbes für sich entscheiden.
In der Saison 2015/16 wurde Florian Graf Zweiter in der Gesamtwertung des IBU-Cups und gewann die Massenstartwertung.
Am 17. März 2018, nach dem letzten Rennen des IBU-Cups der Saison 2017/18, verkündete Graf seinen Rücktritt vom Leistungssport.

## Biathlontrainer
Nach seiner aktiven Karriere arbeitete Florian Graf zunächst als Zollbeamter. 2020 wurde er vom Bayerischen Skiverband als hauptamtlicher Trainer für die Jugendmannschaften (15 bis 18 Jahre) am Stützpunkt Ruhpolding angestellt. Ab 2021 betreute er zusätzlich für den Deutschen Skiverband als Nachwuchstrainer die Lehrgangsgruppe 2b der Frauen, die dieselbe Altersgruppe umfasst.
Seit dem Frühjahr 2024 ist Graf als Nachfolger von Isidor Scheurl leitender Stützpunkttrainer in Ruhpolding. Seinen Posten beim DSV gab er auf.

## Statistik

### Biathlon-Weltcup-Platzierungen
Die Tabelle zeigt alle Platzierungen (je nach Austragungsjahr einschließlich Olympische Spiele und Weltmeisterschaften).
- 1.–3. Platz: Anzahl der Podiumsplatzierungen
- Top 10: Anzahl der Platzierungen unter den ersten zehn (einschließlich Podium)
- Punkteränge: Anzahl der Platzierungen innerhalb der Punkteränge (einschließlich Podium und Top 10)
- Starts: Anzahl gelaufener Rennen in der jeweiligen Disziplin
- Staffel: inklusive Mixed- und Single-Mixed-Staffeln

| Platzierung | Einzel | Sprint | Verfolgung | Massenstart | Staffel | Gesamt |
| ----------- | ------ | ------ | ---------- | ----------- | ------- | ------ |
| 1. Platz    |        |        |            |             |         |        |
| 2. Platz    |        |        |            |             | 1       | 1      |
| 3. Platz    |        |        |            |             | 1       | 1      |
| Top 10      | 2      | 4      | 3          | 3           | 7       | 19     |
| Punkteränge | 4      | 26     | 22         | 10          | 7       | 69     |
| Starts      | 8      | 35     | 27         | 10          | 7       | 87     |

### Biathlon-Weltmeisterschaften
| Weltmeisterschaft | Weltmeisterschaft | Einzelwettbewerbe | Einzelwettbewerbe | Einzelwettbewerbe | Einzelwettbewerbe | Staffelwettbewerbe | Staffelwettbewerbe |
| Jahr              | Ort               | Einzel            | Sprint            | Verfolgung        | Massenstart       | Herrenstaffel      | Mixedstaffel       |
| ----------------- | ----------------- | ----------------- | ----------------- | ----------------- | ----------------- | ------------------ | ------------------ |
| 2012              | Ruhpolding        | –                 | 34.               | 38.               | –                 | –                  | –                  |
| 2013              | Nové Město        | 40.               | –                 | –                 | –                 | –                  | –                  |

### Biathlon-Europameisterschaften
| Europameisterschaft | Europameisterschaft | Einzelwettbewerbe | Einzelwettbewerbe | Einzelwettbewerbe | Einzelwettbewerbe | Staffelwettbewerbe | Staffelwettbewerbe | Staffelwettbewerbe   |
| Jahr                | Ort                 | Einzel            | Sprint            | Verfolgung        | Massenstart       | Herrenstaffel      | Mixedstaffel       | Single-Mixed-Staffel |
| ------------------- | ------------------- | ----------------- | ----------------- | ----------------- | ----------------- | ------------------ | ------------------ | -------------------- |
| 2011                | Ridnaun             | 17.               | 7.                | 5.                |                   | 1.                 |                    |                      |
| 2014                | Nové Město          | 8.                | 20.               | 10.               |                   | 3.                 |                    |                      |
| 2015                | Otepää              | 7.                | 15.               | 5.                |                   | 5.                 |                    |                      |
| 2016                | Tjumen              |                   | 4.                | 3.                | 1.                |                    | 4.                 | –                    |
| 2018                | Ridnaun             | 8.                | 26.               | 28.               |                   |                    | –                  | 9.                   |

### Juniorenweltmeisterschaften
| Weltmeisterschaft | Weltmeisterschaft | Einzel | Sprint | Verfolgung | Staffel |
| Jahr              | Ort               | Einzel | Sprint | Verfolgung | Staffel |
| ----------------- | ----------------- | ------ | ------ | ---------- | ------- |
| 2006              | Presque Isle      | 28.    | 2.     | 5.         | –       |
| 2007              | Martell           | 43.    | 3.     | 1.         | –       |
| 2008              | Ruhpolding        | 5.     | 2.     | 2.         | 3.      |
| 2009              | Canmore           | –      | 4.     | 8.         | 1.      |